# Castellnou de Bassella

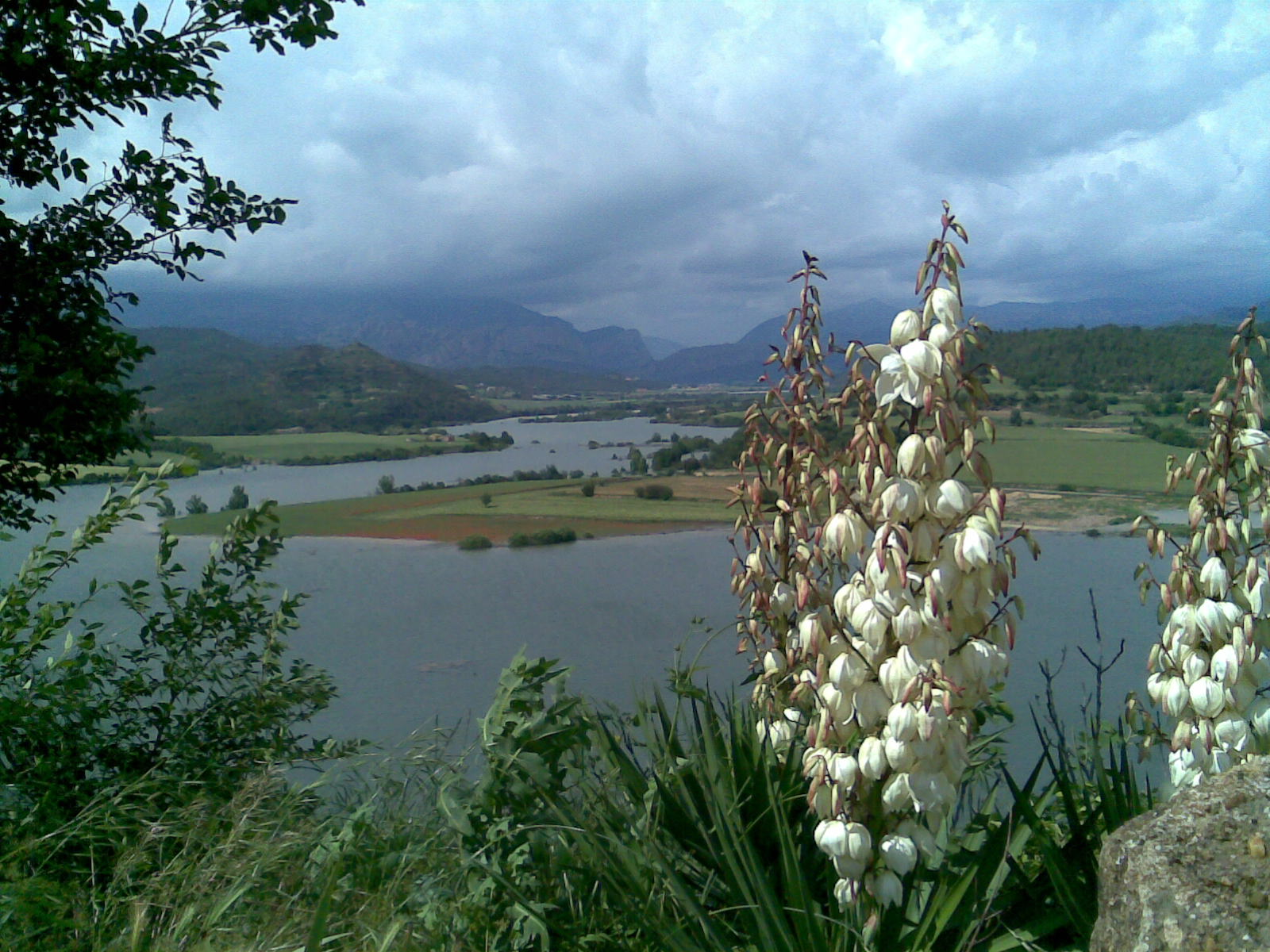
Vista del Pantà de Rialb. L'antiga vila de Castellnou de Bassella jeu sota les aigües d'aquest embassament

Castellnou de Bassella fou un poble del terme municipal de Bassella (Alt Urgell). Estava localitzat a la vora de l'antiga carretera de Ponts a Oliana, a l'esquerra del riu Segre.

## Història
Castellnou de Bassella formà un municipi conjunt amb Aguilar de Bassella i la Clua d'Aguilar al segle xix. Les esglésies de Bassella, Guardiola i Mirambell depenien de l'església parroquial de Castellnou de Bassella, dedicada a Sant Simeó.
Actualment es troba submergit sota les aigües del pantà de Rialb que va començar a inundar la zona amb el tancament de comportes el 1999.
La població del poble ja desaparegut, que el 1996 era de 44 persones, havia desallotjat la zona de mica en mica i les cases de Castellnou de Bassella varen ser enderrocades.
Les restes de la necròpoli medieval varen ser exhumades el 1999 i traslladades junt amb un dolmen localment anomenat "Dolmen del Perotillo".